# تونگ (رود)
تونگ (به لاتین: Tong) یک رود در قرقیزستان است که در شهرستان تونگ واقع شده‌است.